# Leptobrachium masatakasatoi
Espèce
Leptobrachium masatakasatoi est une espèce d'amphibiens de la famille des Megophryidae.

## Répartition
Cette espèce est endémique de la province de Houaphan au Laos. Elle se rencontre à environ 1 750 m d'altitude.

## Étymologie
Cette espèce est nommée en l'honneur de Masataka Sato.

## Publication originale
- Matsui, 2013 : A new Leptobrachium (Vibrissaphora) from Laos (Anura: Megophryidae). Current Herpetology, Kyoto, vol. 32, p. 182–189 (texte intégral).